# St. James (Michigan)
St. James – jednostka osadnicza w Stanach Zjednoczonych, w stanie Michigan, w hrabstwie Charlevoix. Miejscowość leży na północnym wybrzeżu wyspy Beaver Island, leżącej w północnej części jeziora Michigan.